# 筑紫 (測量艦)
筑紫（つくし）は日本海軍の測量艦。1943年カビエン沖で触雷沈没。艦名は九州全体の古称、または「筑前」「筑後」を合わせた国名による。艦名は巡洋艦「筑紫」に続いて2代目。

## 概要
1937年（昭和12年）度の③計画において、日本海軍初の測量専門の艦として計画された。計画番号J11。1942年（昭和17年）度に改型艦(J11c)1隻が計画されたが戦局悪化により建造取り止めとなったので、当初から測量艦として計画された唯一の艦となった。
敷設艦「勝力」をタイプシップとし、前線での単独強行測量を想定して海防艦に準じた兵装を搭載している。また艦型も海防艦などの小型艦艇に近い形状となった。測量設備としては30トンの測量機材の他、本艦の入れない場所の測量のために10メートル測量艇を4隻、航空測量用に十二試潜偵(後の零式小型水上機)1機を搭載した。また艦内には製図室(または製図及印刷室)、測量作業室、気象作業室、海象作業室(または海象・気象室)なども設けられた。主機は測量艦として大きな航続力を求められるためディーゼルとなったが、大和型戦艦に利用予定だった主機を転用している。天龍型軽巡洋艦、軽巡洋艦「夕張」、敷設艦「厳島」などとともに3軸艦としたのは、低速が必要な測量時には3軸のうち中央のみを使用するためである。公試運転時には振動が甚だしく、就役までに修正が施された。小柄な艦型であり、固有乗員の他に水路部員を乗せたため居住性は良くなかった。

## 艦歴
仮称艦名「第56号艦」。1940年（昭和15年）8月30日、練習巡洋艦「香椎」、陽炎型駆逐艦2隻（谷風、野分）等と共に命名される。
1941年（昭和16年）12月17日に三菱重工業横浜船渠で竣工し、横須賀鎮守府籍となる。同日第三艦隊（高橋伊望中将・海軍兵学校36期）付属となり、第一測量隊を乗せて12月20日に横須賀を出撃して12月25日にラモン湾に到着し、同地の測量を開始した。測量終了後、1942年（昭和17年)1月1日にダバオへ到着した。
マナド、ケンダリの攻略戦に参加の後、マカッサル攻略戦では敷設艦「蒼鷹」などとともに第二梯団を編成して後方支援にあたった。マカッサル攻略後は間髪入れずバリ島攻略に移り、蘭印作戦の総仕上げであるジャワ島攻略戦では第一根拠地部隊に加わって参加した。
この間、2月27日にスラバヤ沖海戦、2月28日夜半から3月1日にはバタビア沖海戦があり、カレル・ドールマン少将を司令長官とするABDA艦隊は、両海戦を経てアメリカ駆逐艦4隻を残して壊滅していた。そのアメリカ駆逐艦、アルデン (USS Alden, DD-211)、ジョン・D・エドワーズ (USS John D. Edwards, DD-216)、ジョン・D・フォード (USS John D. Ford , DD-228) およびポール・ジョーンズ (USS Paul Jones, DD-230) はオーストラリア目指してバリ海峡を通過しようとした。3月1日早朝、第二一駆逐隊（駆逐艦「子日」「初霜」「若葉」）とともにバリ海峡で警戒にあたっていたところ、件の4隻を発見して交戦するも、最終的には振り切られた。
3月10日付で第二南遣艦隊（高橋伊望中将）付属となり、南方作戦が一段落したのちは、スラバヤ、ダバオ、バリクパパンなど南方要所の測量に従事した。昭南（シンガポール）セレター軍港で修理の後、9月7日に出港してバリクパパンを経由し、10月1日にトラック諸島に到着した。トラックに向かう途中の9月25日に第四艦隊（井上成美中将・海兵37期）付属となった。
10月4日にトラックを出港して10月8日にタラワに到着。10月15日、タラワはアメリカ重巡洋艦「ポートランド」の攻撃を受け、至近弾で「筑紫」の内火艇1隻が沈没した。10月31日から11月2日まではジャルート環礁に停泊し、11月6日には再びタラワに戻った。12月からはブタリタリ、アベママ近海で行動した。
1943年（昭和18年）3月12日にトラックに帰投する。3月21日、本艦と白露型駆逐艦「江風」は、練習巡洋艦「香取」（第六艦隊旗艦）と特設潜水母艦「日枝丸」を護衛して内地へ向かった。3月27日、4隻（香取、筑紫、江風、日枝丸）は横須賀に到着。その後、横浜にて修理を行う。5月20日、第八艦隊（鮫島具重・海兵37期）付属となった。5月24日、「筑紫」と駆逐艦2隻（海風、潮）は、空母2隻（冲鷹、雲鷹）と練習巡洋艦「鹿島」を護衛して横須賀を出発。29日トラック到着。本艦は6月6日にラバウルに進出。7月9日付でラバウル方面防備部隊に編入された。以後は同方面で測量や護衛、輸送任務に従事した。
9月に入り、中支那派遣軍中の第十七師団（酒井康中将）をニューブリテン島へ移して連合軍に対抗させようとする構想が持ち上がる。第十七師団を輸送するため丁二号輸送、丁三号輸送、丁四号輸送の計画が立てられ、大型の特設艦船や軽巡洋艦などが動員された。丁四号輸送はさらに3つの輸送隊に分割され、そのうちの第二輸送隊は軽巡洋艦2隻（那珂、五十鈴）、元特設巡洋艦清澄丸（大阪商船、8,613トン）、護国丸（大阪商船、10,438トン）、駆逐艦「山雲」で編成されていた。第二輸送隊は10月21日に上海を出撃し、トラックを経てラバウルに向かう予定となっていた。
トラック泊地で戦力を再編、第二輸送隊は軽巡2隻（那珂、五十鈴）および第17駆逐隊の陽炎型駆逐艦2隻（磯風、浦風）となり、引き続き輸送船2隻（清澄丸、護国丸）を護衛する。ラバウルへ航行中の11月3日、第二輸送隊はカビエン近海で「B-24」の爆撃を受け、「清澄丸」が至近弾によって航行不能となった。「清澄丸」は「五十鈴」に曳航されてカビエンに到着し、清澄丸搭載の物件や人員を他の艦艇に移す事となった。これら物件の受け取りのため、本艦は輸送船「龍王山丸」（鶴丸汽船、2,455トン）を連れてラバウルを出港し、カビエンに向かう。しかし、カビエン入港間近の11月4日21時10分頃、エドマゴ（エトマゴー）島付近で触雷して沈没。同行の「龍王山丸」も間を置かず触雷し沈没した。
1944年（昭和19年）1月5日、「筑紫」は測量艦より除籍。また帝国特務艦籍より除籍された。

## 歴代艦長

### 艤装員長
1. 山高松次郎 大佐：1941年6月12日 - 12月17日[57]

### 特務艦長
1. 山高松次郎 大佐：1941年12月17日 - 1943年1月19日[57]
2. 上田泰彦 大佐：1943年1月19日[要出典] -

## 同型艦
1942年の改⑤計画において、同型艦(または筑紫改型)である第5418号艦（予定艦名三保）の建造が計画され、三菱重工業横浜船渠で建造が予定されていたが、1944年5月5日に建造取りやめとなった。